# Horst Stowasser

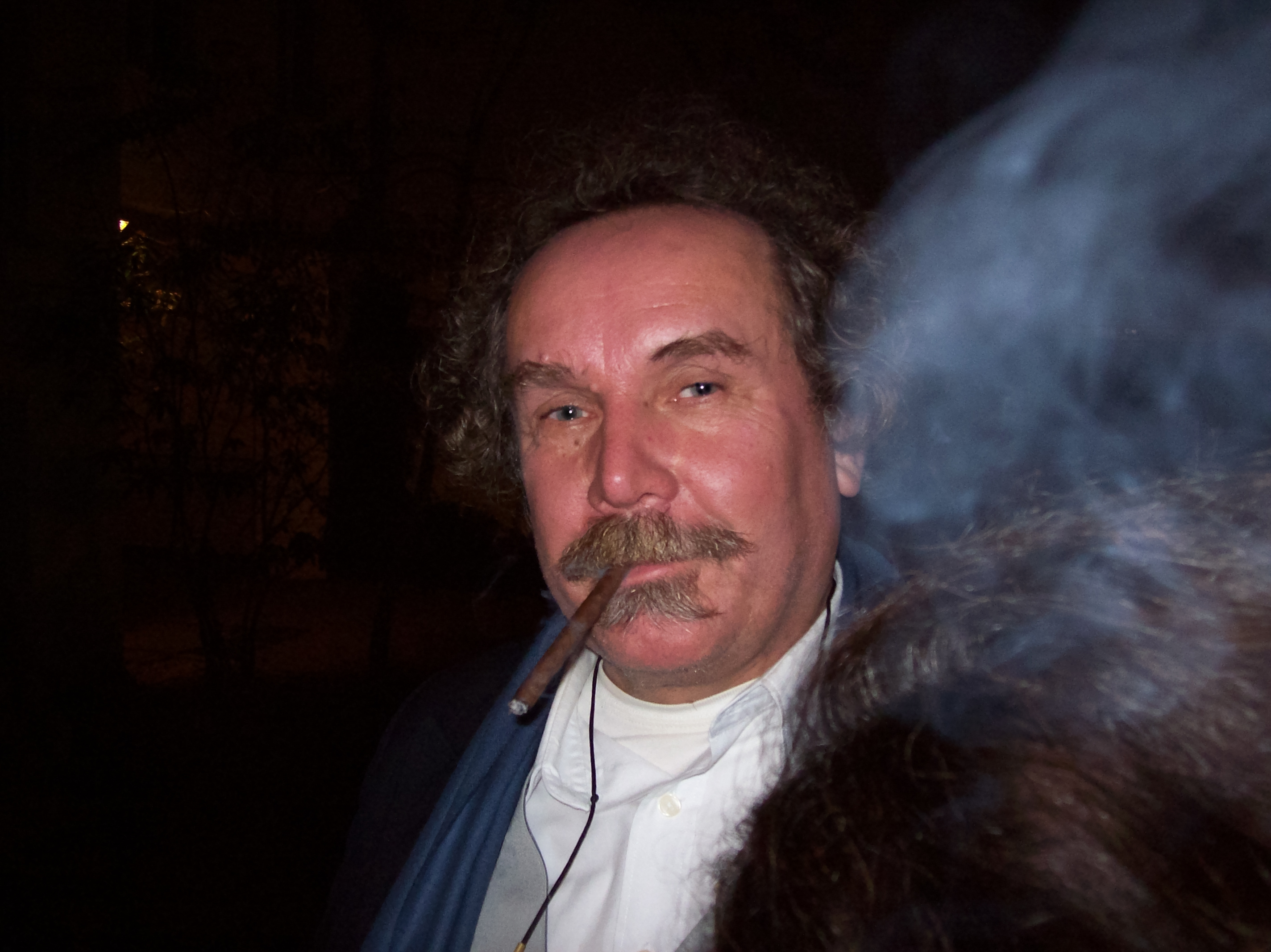
Stowasser in Berlijn 2007

Horst Stowasser (Wilhelmshaven, 7 januari 1951 - Neustadt an der Weinstraße, 30 augustus 2009) was een Duits schrijver en anarchist.
Stowasser bracht een deel van zijn jeugd door in Argentinië. Hij volgde hier onderwijs, kwam in contact met het historisch anarchisme, raakte politiek betrokken, en werd verschillende malen gearresteerd. Nadien studeerde hij in Duitsland landbouwwetenschappen en romanistiek. Hij ondernam verschillende wereldreizen en had contacten over de hele wereld.
In 1971 richtte Stowasser in Duitsland het anarchistische documentatiecentrum AnArchiv op, een omvangrijke verzameling documenten, tijdschriften en literatuur over het anarchisme, overwegend in het Duits. In het begin van de jaren 80 raakte hij bekend door de uitspraak Soldaten sind Mörder ("soldaten zijn moordenaars"), een citaat van de Duitse essayist Kurt Tucholsky, waarvoor hij tot gevangenisstraf werd veroordeeld.
In 1985 publiceerde Stowasser het boek Projekt A waarin hij een nieuwe vorm van projectanarchisme voorstelde. Dit had als doel de verankering van anarchistische projecten in het alledaagse leven van een kleine stad. Vanaf 1989 bracht hij dit idee in praktijk. In Neustadt an der Weinstraße, waar Stowasser zelf aan meewerkte, op twee andere plaatsen in Duitsland, en ook in het buitenland werd met de uitwerking ervan begonnen. Na een crisis in het midden van de jaren 90 werd aan de verdere uitvoering van het project gewerkt. Stowasser zelf woonde er en bouwde een woon- en levensproject uit, waarin het AnArchiv zou worden ondergebracht.
Stowasser vertegenwoordigde geen bepaalde stroming van het anarchisme, maar zette zich in voor het projectgeoriënteerde werk. In het 'projectanarchisme' worden de arbeids- en woonomstandigheden in collectief zelfbeheer vastgelegd. In Stowassers woonplaats Neustadt waren vóór de crisis van het project in het midden van de jaren 90 veertien bedrijven in eigen beheer actief, die zich aaneensloten tot het "Werk Selbstverwalteter Projekte und Einrichtungen". De helft hiervan bestaat tegenwoordig nog. Geprobeerd werd om libertaire, gedecentraliseerde, ecologisch structuren in eigen beheer uit te bouwen en in een netwerk onder te brengen, zodat die economisch, cultureel en politiek werkzaam zijn. Het meest recente project was een generatie-overstijgend woonproject in eigen beheer, Eilhardshof geheten, dat naast gemeenschapsruimten ook particuliere woningen kent.

## Werken
- Auf den Spuren des Glücks (2009), met Christof Gauglitz
- ANARCHIE! (2007)
- Anti-Aging für die Anarchie? (2006)
- Leben ohne Chef und Staat (2003)
- Il Proyecto A (2007)
- Freiheit pur (1995)
- Das Projekt A (1985)
- Die Machnotschina (1979)
- Der Aufstand der Kronstädter Matrosen (1973)